# Municipio Arismendi (Barinas)
El municipio Arismendi es uno de los 12 municipios que integran el estado Barinas en Venezuela. Es el municipio barinés de mayor extensión, con una superficie de 7 209 km² y una población de 23 727 habitantes (según censo 2011). Su capital es Arismendi. Es el municipio más lejano de la capital estadal, pero el más cercano al centro del país.
Presenta un relieve con pendientes casi nulas, integrado por llanuras, con una vegetación de sabana y rico en hidrografía.

## Historia
Es el municipio más lejano de la capital, pero el más cercano al centro del país. Su fundación se sitúa en la segunda mitad del siglo XVII. En el Municipio Arismendi está ubicado el poblado de San Antonio, de origen colonial el cual surgió como consecuencia del establecimiento de la Villa de San Jaime y del lógico poblamiento de la región. Afirman antiguos documentos que San Antonio fue fundado en el año 1760 por un mulato natural de la Villa de San Carios, junto con otras personas de igual condición social.
Los orígenes de la fundación de Arismendi están asociados a la existencia de una hacienda o hato de la región, que se llamó Ave María Sanchera, perteneciente a la familia Sánchez, la cual donó una gran extensión de tierra para que esta población fuera erigida en Parroquia, en el año 1874 y quedó conformada por 78 casas y 584 habitaciones, un templo, casa municipal, cárcel, cementerio, escuelas federales y municipales y con actividad comercial que la conectaba con las poblaciones vecinas, producto de un desarrollo agropecuario.
La Unión fue fundada aproximadamente en la segunda mitad del siglo XVIII. Se encuentra en el sitio que se llamó, en la época de la colonia, Paso Real de la Portuguesa. Según el criterio de algunos historiadores La Unión fue fundada por capuchinos andaluces, con el nombre de Nuestra Señora de la Paz de la Unión, a finales del siglo XVIII. Guadarrama fue establecida a orillas del río Portuguesa, en el año 1810, según el historiador Virgilio Tosta, la fundación fue iniciada por el presbítero Juan Hernández.
En los años 1970 formaba parte de la región de los Llanos Centrales a diferencia del resto del estado Barinas que perteneció a la región de Los Andes. Desde los años 1980 se integra a esta última región junto con toda la extensión territorial barinesa. En la actualidad el estado Barinas, forma parte de una nueva división político-territorial y pertenece a la región de Los Llanos 2. Arismendi requiere conectarse a la capital del estado, Barinas, por medio de una carretera o autopista, para así los arismendeños identificarse completamente con la ciudad de Barinas y no con estados y ciudades más cercanos, como sucede hasta el momento.

## Límites
- Norte: con los estados Portuguesa, Cojedes y Guárico.
- Sur: con el estado Apure.
- Este: con el estado Guárico.
- Oeste: con el municipio Sosa (Barinas) y parte del estado Portuguesa.

## Parroquias
1. Arismendi: Capital del municipio, se encuentra ubicada a orillas del río Guanare. Población: 9 327 habitantes.
2. Guadarrama: Ubicada en el margen derecho del río Portuguesa. Población: 2 165 habitantes.
3. La Unión: Situada en el margen derecho del río Portuguesa. Población: 7 280 habitantes.
4. San Antonio: Cerca de las riberas del río Apure. Población: 4 955 habitantes.

Este municipio, en cada una de sus parroquias, posee pistas de aterrizajes para pequeños aviones. La otra forma de comunicación es a través de la vía

## Hidrografía
Conformada por los ríos Guanare, Guanare Viejo, Portuguesa y Apure. Además de quebradas, caños, lagunas y esteros.

## Fauna
Su rica fauna la constituyen: patos de varias especies, corocoras, gabanes, alcaravanes, venados, babas, tortugas, chigüires, garzas de varias especies y gran variedad de reptiles, monos capuchinos, araguatos, jaguares, osos palmeros, cachicamos y lapas. Peces: bagre dorado y bagre rayado, valentón, caribe, palometa, corroncho, curito, chorrosco y coporo.

## Flora
Presenta una vegetación típica de sabana conformada por morichales, con una gran variedad de palmeras. Árboles de gran frondosidad como samán, cedro, araguaney, saqui-saqui, drago y coco de mono, entre otros. Además de una rica variedad de flora acuática conformada por la flor de bora, el lirio sabanero, el platanillo, la paja de agua, el patico de agua, etc.

## Aspecto económicos
La primera fuente de ingreso del municipio es la actividad agropecuaria: cría de ganado bovino, bufalino, porcinos, caprinos, ovinos,  y aves del corral. En segundo lugar, en menor escala, se encuentra el cultivo de leguminosas. También encontramos elaboración artesanal de derivados lácteos: quesos, sueros, natillas, se puede decir que también hay una importante explotación de productos agrícolas, como el melón, maíz, patilla, yuca, plátano y topocho entre otros. 
Existe un comercio de especies fluviales como: bagre dorado y bagre rayado, cachama, valentón, caribe, palometa, corroncho, curito, chorrosco y coporo.

## Festividades
- Fiestas Patronales en honor a Santa Rosalía: Se efectúan en la localidad de Arismendi el 4 de septiembre. Santa Rosalía es patrona de los ganaderos, en su honor se realizan misas. acompañadas con fuegos artificiales, juegos tradicionales, eventos deportivos y música criolla. Los actos son organizados por la Alcaldía de la Parroquia Arismendi.
- Fiestas Patronales en honor a la Inmaculada Concepción: Se celebran del 7 al 12 de diciembre en la localidad de Arismendi. Se organizan procesiones con fuegos artificiales, se adorna la iglesia y se amenizan los actos con música típica de la región.
- Fiestas Patronales en honor a la Virgen del Socorro: Se efectúan en la localidad de La Unión del 10 al 19 de enero. Se ofician misas, adornan la iglesia, realizan procesión de la patrona por las calles del poblado, organizan juegos tradicionales de toros coleados, peleas de gallo, competencia de botes, carreras en saco y burros, huevo en cuchara, palo encebado, cochino encebado y bolas criollas.
- Fiestas Patronales en honor a Santo Tomás Apóstol: Se realizan los días de carnaval de cada año en la localidad de Guadarrama. Esta festividad consiste en la realización de actividades religiosas, juegos tradicionales, toros coleados, festivales de música llanera y actividades deportivas.
- Fiestas Patronales en honor de San Antonio: Se celebran del 7 al 12 de diciembre, en la localidad de San Antonio, con actividades religiosas, deportivas y tradicionales.
- Fiestas en honor a Santo Tomás de Aquino: Se celebran en la localidad de Guadarrama del 2 al 22 de diciembre, con actividades sociales, tradicionales y deportivas.

## Artesanía
Las actividades pesqueras han contribuido al desarrollo de manifestaciones culturales, como es la elaboración de atarrayas que le facilita consolidar su economía fluvial. Así como también la elaboración de chinchorros de vistosos colores que forma parte de su identidad regional.
De igual forma cuenta con un relieve de extensas llanuras y una hidrografía comprendida, principalmente por los Ríos Guanare, Guanare viejo, Portuguesa y Apure, numerosas quebradas, caños, esteros y lagunas; elementos que han contribuido al crecimiento económico. de un comercio local de especies fluviales, y esto ha incidido en el desarrollo de la tecnología popular del hombre llanero tal como lo es la elaboración de implementos llaneros utilitarios que le faciliten la actividad pesquera. Y las tazas, platos hechas en barros.

## Gastronomía
Sancocho de aves, de carne y de pescado, carne asada en vara con yuca, tostones y queso de mano o llanero, pisillo de carne, cachapas con queso de mano, babo, chigüire y pescado seco.
En repostería podemos encontrar pan casero, catalinas y turrón de maíz. Dulces en almíbar de toronja y lechosa, dulce de leche, arroz con leche y jalea de mango.

## Turismo

### Observación detoninas
Vía fluvial río Guanare Viejo, sector Boca de las Torres. Este pequeño reservorio pueden observarse de especies únicas como la tonia o delfín rosado (Inia geoffrensis), un mamífero acuático de piel rosado-grisácea y en peligro de extinción. Al río Guanare Viejo se llega a través de lanchas y el turista podrá complementar su visita con la observación de aves y flora típica de los llanos bajos del estado.

### Laguna del Rosado: Rio Guanare-Guanare viejo
Navegando aguas abajo en el sector Agua Verde, se encuentra un reservorio natural con una gran variedad de aves, entre las que se pueden mencionar: gabán, garza morena, garza blanca, garza paleta, cotúa, corocora, viudita acuática, pico de plata negro, turpial, pato güire y pato real, entre otros.

### Hato San Antonio
Con una extensión de más de 9 000 ha. aproximadamente, se ha convertido en un espacio natural, ideal para la observación de la fauna de los llanos barineses, la cual se puede apreciar en su plenitud en la época de entrada o salida de agua. Este comportamiento natural, está sujeto a que esta fauna local, busca los reservorios de agua, que van quedando en la extensión de la llanura de esta unidad de producción, entre las especies más vistas están: babo, garza blanca, guacamaya bandera, carrao y atrapamoscas sangre de toro, entre otros. Se realizan paseos a caballos y actividades agroturísticas con ganado vacuno y búfalos. 

### Reserva Pesquera
Se encuentra ubicada en el Paso el Pao Trincheras, río Portuguesa, Guadarrama-Arismendi, con una extensión de unos 5 km. En ella se encuentran las siguientes especies. bagre dorado y bagre rayado, valentón, caribe, palometa, corroncho, curito y chorrosco, entre otros.

## Política y gobierno

### Alcaldes
| Período     | Alcalde          | Partido político / Alianza | % de votos | Notas |
| ----------- | ---------------- | -------------------------- | ---------- | --- |
| 1989 - 1992 | Arnoldo Villegas | COPEI                      | 46,68      | Primer alcalde bajo elecciones directas |
| 1992 - 1995 | Eladio Tarife    | AD                         | 47,33      | Segundo alcalde bajo elecciones directas |
| 1995 - 2000 | Douglas Chirinos | AD                         | -          | Tercer alcalde bajo elecciones directas (se realizaron elecciones generales adelantadas en el 2000 debido a la aprobación de la Constitución de 1999) |
| 2000 - 2004 | Noheli Abreu     | AD                         | 43,52      | Cuarto alcalde bajo elecciones directas |
| 2004 - 2008 | Ramón Frías      | MVR                        | 60,73      | Quinto alcalde bajo elecciones directas |
| 2008 - 2013 | José Zapata      | PSUV                       | 47,11      | Sexto alcalde bajo elecciones directas (se postergan 1 año las elecciones municipales pautadas para finales del 2012)                                 |
| 2013 - 2017 | José Zapata      | PSUV                       | 53,32      | Reelecto |
| 2017 - 2021 | José Zapata      | PSUV                       | 59,07      | Reelecto |
| 2021 - 2025 | Pedro Moreno     | PSUV                       | 46,11      | Séptimo alcalde bajo elecciones directas |

### Concejo municipal
Período 1989 - 1992
| Concejales:        | Partido político / Alianza |
| ------------------ | -------------------------- |
| Alcides Villegas   | COPEI                      |
| Jesús Rojas        | COPEI                      |
| Miguel Rivas       | COPEI                      |
| Manuel José García | AD                         |
| Ramón Madroñero    | AD                         |

Período 1992 - 1995
| Concejales:       | Partido político / Alianza |
| ----------------- | -------------------------- |
| Alcides Villegas  | COPEI                      |
| Eleazar Aranguren | COPEI                      |
| Miguel Rivas      | COPEI                      |
| Omar Utrera       | COPEI                      |
| Noheli Abreu      | AD                         |
| Gilmer Garrido    | AD                         |
| Haideé Borrego    | AD                         |

Período 1995 - 2000
| Concejales:     | Partido político / Alianza |
| --------------- | -------------------------- |
| Lucinda Sánchez | AD                         |
| Roger Galindo   | AD                         |
| Ramon Loreto    | AD                         |
| Omar Castellano | A.P                        |
| José Rodríguez  | A.P                        |
| Wilson Chaya    | COPEI                      |
| Noris Yajure    | COPEI                      |

Período 2013 - 2018:
| Concejales             | Partido político / Alianza |
| ---------------------- | -------------------------- |
| Manuel Hernández       | PSUV                       |
| Yudit Blanco           | PSUV                       |
| Nellys Mora            | PSUV                       |
| José Gregorio Zapata   | PSUV                       |
| Armando Aponte         | PSUV                       |
| Eduardo Garrido        | PSUV                       |
| David Alberto Maluenga | VP MUD                     |

Período 2018 - 2021:
| Concejales      | Partido político / Alianza |
| --------------- | -------------------------- |
| Ana Moreno      | PSUV                       |
| Oscar Hurtado   | PSUV                       |
| Armando Aponte  | PSUV                       |
| Adriana Serrano | PSUV                       |
| Yudit Blanco    | PSUV                       |
| Ángel García    | CMC                        |
| José Michelena  | CMC                        |

Periodo 2021 - 2025
| Concejales:      | Partido político / Alianza |
| ---------------- | -------------------------- |
| Maria Moreno     | PSUV                       |
| Armando Aponte   | PSUV                       |
| Kenia Rivero     | PSUV                       |
| Alejandro Zapata | PSUV                       |
| Williams Nieves  | MUD                        |
| José Rodríguez   | MUD                        |
| Luis Cisneros    | MUD                        |